# Happy Metal – All We Need Is Love!
Happy Metal – All We Need Is Love! (Originaltitel Pop Redemption) ist eine französische Musik-Komödie aus dem Jahr 2013. Regie führte Martin Le Gall, zu den Hauptdarstellern gehört der französische Rockmusiker Julien Doré. Der Film kam am 5. Juni 2013 in die Kinos und erschien im Februar 2014 auf DVD und Blu-ray Disc.

## Handlung
Die Dead MaKabés sind eine erfolglose Black-Metal-Band. Bandkopf und Sänger Alex lebt noch zu Hause und pflegt seine schwer kranke Großmutter, Schlagzeuger Pascal führt mit seiner Frau Yue-You ein asiatisches Restaurant, Bassist JP ist gerade wieder mal Vater geworden und Gitarrist Erik träumt davon, ein umjubelter Rockstar zu sein. Seit Jahren geht die Band im Sommer auf eine erfolglose Tournee, organisiert von Sänger Alex. Nun, da die Musiker auf ihren 30. Geburtstag zusteuern, beschließen JP, Erik und Pascal, dass sie die Gruppe verlassen wollen. Doch Alex gelingt es, sie mit einem Auftritt auf dem renommierten Hellfest noch einmal zu motivieren. Zuvor allerdings sollen die Dead MaKabés im „Star Club“ ein Konzert geben und die Musiker fahren mit Pascals neuem Kleinbus zum Auftrittsort. Allerdings weiß außer Alex keines der Bandmitglieder, dass er den Clubbesitzer dafür bezahlt hat, damit dieser die Band auftreten lässt. Der Auftritt endet in einem Desaster und die Band verlässt fluchtartig den Ort. Auf ihrer Fahrt werden sie vom Clubbesitzer verfolgt, der sie erst mit seinem Pick-up rammt und sie dann mit einem Gewehr bedroht. Bei einer Vollbremsung rutscht der Sarg, den die Band als Requisite nutzt, vom Dach des Kleinbusses und erschlägt den Clubbesitzer. Voller Panik fliehen die vier mit dem demolierten Bus, der alsbald den Geist aufgibt. Um ihre Spuren zu verwischen, versenken sie das kaputte Fahrzeug in einem See.
In der Zwischenzeit wurde der Tote entdeckt. Ein Rentner, der zufällig am Ort des Geschehens vorbeigefahren war, hatte die Musiker zwar gesehen, aber nicht angehalten. Aufgrund des Corpsepaints, das die Bandmitglieder noch von ihrem Auftritt im „Star Club“ trugen, hatte er sie für Untote gehalten. Zwar ist der nächstgelegene Ort mitten in den Vorbereitungen zum Erdbeerfest, einem alljährlichen Hippiefestival, doch die örtliche Polizistin Martine Georges nimmt Ermittlungen wegen Mordes gegen die Musiker auf. Allerdings muss sie diese an die übergeordnete Gendarmerie abgeben. Währenddessen haben die Bandmitglieder ihr Aussehen verändert und den Kleinbus einer Gruppe Badender entwendet, um damit weiter zum Hellfest zu fahren. Dabei landen sie beim Erdbeerfest und werden dort für die norwegische Hippieband All We Need Is Love! gehalten. Es bleibt ihnen nichts übrig, als unter diesem Deckmantel einen Auftritt zu bestreiten, der sich als der beste ihres Lebens erweist. Doch die Tätowierungen an Eriks Hand verraten sie und Martine lässt sie festnehmen. Mit Hilfe von Martines Teenagertochter Julia, die selber Black-Metal-Fan ist, gelingt den Dead MaKabés die Flucht in einem Polizeivan. Als sie beim Hellfest ankommen, haben sie ihren Auftritt verpasst. Es gelingt Sänger Alex jedoch, mit einer kleinen Erpressung den Headliner Dozzy Cooper dazu zu bringen, dass sie vor ihm auftreten dürfen. In der Zwischenzeit erfahren die anderen drei Musiker von Julia, dass Alex’ Großmutter gerade verstorben ist. Gemeinsam beschließen die Dead MaKabés, dieses eine letzte Konzert zu bestreiten, und werden von den Fans bejubelt. Nach dem Auftritt werden sie zwar von der Polizei festgenommen, aber es klärt sich letztlich alles auf.

## Rezeption
Die Kritiken zum Film fielen gemischt aus. Die Zeitschrift Cinema fand, dass der Film sei ein „zahmer Freakspaß, der sein Potenzial verschenkt“. Die Website MovieMaze.de lobt die „leise erzählte Geschichte“, den „gelungenen Humor“ und die sehr guten Darsteller. Allerdings sei es dem Regisseur nicht gelungen, das Potential der Geschichte auszuschöpfen, insbesondere die klamaukige Darstellung der Polizei passe eher „in eine deutsche Komödie aus den 1970er Jahren“ als zum tragikomischen Humor der Story. Insgesamt positiv bewertet die Website gamona.de den Film und bezeichnet ihn als „Gute-Laune-Komödie der locker-leichten Machart“. Der Rezensent hebt auch hier die Leistung der Hauptdarsteller hervor und bescheinigt dem Film trotz aller Skurrilität einige Momente „tiefsinnigere[r] Ernsthaftigkeit“.